# Anoplolepis deceptor
Anoplolepis deceptor é uma espécie de formiga do gênero Anoplolepis, pertencente à subfamília Formicinae.